# Paccha (Yauli)
Paccha é um distrito do Peru, departamento de Junín, localizada na província de Yauli.

## Transporte
O distrito de Paccha é servido pela seguinte rodovia:
- PE-3N, que liga o distrito de La Oroya

- PE-22B, que liga a cidade de Tarma ao distrito[2][3][4]